# مونوسدیم تارترات
مونوسدیم تارترات (به انگلیسی: Monosodium tartrate) با فرمول شیمیایی C۴H۵NaO۶ یک ترکیب شیمیایی با شناسه پاب‌کم ۲۳۶۹۰۴۵۴ است. که جرم مولی آن ۱۷۲٫۰۷ g/mol می‌باشد. 